# Institutet mot mutor
Institutet mot mutor, förkortat IMM (tidigare Institutet för bekämpande av mutor och bestickning) är en svensk ideell förening som arbetar med att ta fram information om korruption och hur den ska undvikas. 
Verksamhetens tyngdpunkt ligger på informationsspridning. Organisationen ger även råd om hur man ska utarbeta policyer inom företag och organisationer mot mutor.  
Institutet inrättades 1923. Huvudmän är idag Stockholms Handelskammare, Svenskt Näringsliv och  Sveriges Kommuner och Regioner. Svensk Handel, Läkemedelsindustriföreningen och Byggföretagen är partnerorganisationer. Organisationen har därutöver ett antal stödjande medlemmar. Dess uppgift är att verka för god sed för beslutspåverkan inom näringslivet liksom samhället i övrigt samt att söka motverka användningen av mutor och andra otillbörliga förmåner som medel för sådan påverkan.
Organisationens styrelseordförande är sedan 2014 Fredrik Wersäll. Sedan augusti 2024 är IMM:s generalsekreterare Parul Sharma. Föreningens kansli ligger sedan 2022 i Näringslivets Hus i Stockholm.
Kod mot korruption i näringslivet, även kallad Näringslivskoden, är IMM:s viktigaste publikation. Koden utvecklades som ett komplement till den svenska mutbrottslagstiftningen och syftar till att stödja förebyggande arbete mot korruption samt ge vägledning i frågor rörande förmåner och mellanhänder. Även om koden främst riktar sig till företag, kan den även användas av myndigheter, kommuner och andra aktörer. Koden utarbetades av IMM, vars styrelse antog den för första gången den 31 augusti 2012 med ikraftträdande den 1 september 2012. En reviderad version av koden publicerades den 9 december 2014, och ytterligare en uppdatering genomfördes den 10 juni 2020. Den nu gällande versionen av Näringslivskoden trädde i kraft den 14 augusti 2020.

## Generalsekreterare
- Helena Sundén 2013–2016
- Natali Engstam Phalén 2017–2021
- Hayaat Ibrahim 2021–2024
- Parul Sharma 2024-

## Ordförande
- Thorsten Cars 1978–1997
- Madeleine Leijonhufvud 1997–
- Claes Beyer – 2008
- Claes Sandgren[2] 2008–2014
- Fredrik Wersäll 2014–

## Etiknämnden
Institutets etiknämnd inrättades 2013 och avslutades 2024. Dess ordförande var Severin Blomstrand och vice ordförande var Petter Asp.